# زاك وليامز (دراج)
زاك وليامز (بالإنجليزية: Zac Williams) هو دراج نيوزيلندي، ولد في 21 يوليو 1995 في أوكلاند في نيوزيلندا.

## وصلات خارجية
- زاك وليامز على موقع الاتحاد الدولي للدراجات (الإنجليزية)
- زاك وليامز على موقع أرشيف الدراجات (الإنجليزية)
- زاك وليامز على موقع إحصائيات الدراجات الإحترافية (الإنجليزية)
- زاك وليامز على موقع أوليمبيديا (الإنجليزية)
- زاك وليامز على موقع اللجنة الأولمبية النيوزيلندية (الإنجليزية)